# Fyziologie rostlin
Fyziologie rostlin je vědní obor, podobor botaniky, který se zabývá fyziologií – vnitřními životními pochody rostlin. Mezi klasické studované otázky patří především růst a vývoj rostlin, jejich minerální výživa, fotosyntéza, vodní režim, dýchání, rozmnožování, hormonální regulace, reakce na stresové podmínky, nastie, tropismy a adaptace na vnější prostředí obecně.

## Studium metabolismu rostlin
Metabolismus je látková a energetická výměna, příjem a zpracování živin.
Dělí se na anabolismus a katabolismus.
- anabolismus (výstavbový proces) – syntéza, energie se spotřebovává, probíhají endotermické reakce, např. fotosyntéza
- katabolismus (rozkladový proces) – analýza, energie se uvolňuje, probíhají reakce exotermické, např. dýchání

## Studium vodního režimu rostlin
Vodní režim zahrnuje mechanismy příjmu, vedení a výdeje vody. Rostlina má v průměru 70 % vody a 30 % sušiny.
Význam vody pro rostlinu
1. chemické reakce (účast v chemických reakcích = např. fotosyntéza)
2. transport látek (rozpouštědla)
3. termoregulace (udržování teploty)
4. udržování tvaru buněk (díky vnitřnímu napětí zvanému turgor)
5. rozmnožování výtrusných rostlin (umožňuje transport spermatozoidu k buňce vaječné)

Příjem vody
Příjem vody je založen na dvou mechanismech, na difúzi a osmóze
- difuze = pronikání rozpouštědla i rozpuštěné látky z jednoho roztoku do druhého
- osmóza = je typem difúze, jsou zde dvě prostředí o různé koncentraci rozpuštěných látek oddělena polopropustnou membránou, kde H2O proniká do koncentrovanějšího roztoku.

Vedení vody
- difuze i osmóza vedou vodu ke středovému válci
- vedení dřevem (xylémem) = transpirace (čočinková, průduchová, kutikulární – u mladších rostlin je kutikulární vrstva velmi slabá)
- soudržnost
- vzlínavost
- přilnavost

Kořenový vztlak – vedení dřevem, mechanizmus založený na aktivním příjmu H2O kořeny a následným vytlačením H2O dřevními cévami do vyšších pater rostliny. Tento způsob je pomalejší než transpirace a vyžaduje energii. Uplatňuje se, když rostlina netranspiruje, např. na jaře nebo při vysoké vzdušné vlhkosti.
Výdej vody
Probíhá za pomoci
- transpirace
- gutace = výdej vody pomocí vodních skulin – hydatody (např. jahodník)

Vodní bilance
je poměr mezi výdejem a příjmem vody. Nadměrná transpirace narušuje vodní bilanci, což vede k vodnímu deficitu u vyšších rostlin, mechorostů či řas.